# Hemiaminál

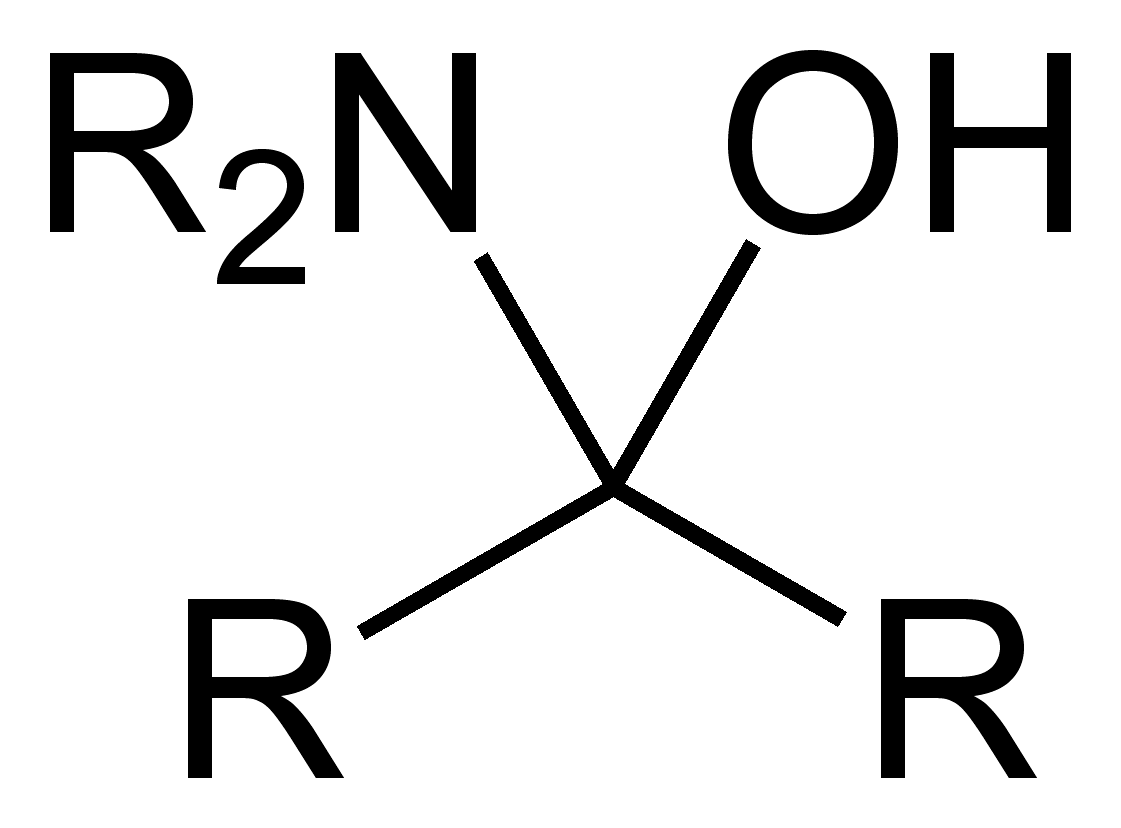
A hemiaminálok általános képlete

A hemiaminál, más néven félaminál vagy karbinolamin olyan funkciós csoport vagy olyan szerves vegyület, amelyben ugyanahhoz a szénatomhoz egy hidroxil- és egy aminocsoport kapcsolódik: −C(OH)(NR2)−, ahol R hidrogént vagy alkilcsoportot jelöl. A hemiaminálok köztitermékek az aminoknak és karbonilvegyületeknek iminhez vezető alkilimino-dezoxo-biszubtitúciós reakciójában.

## Példák
Az aldehidek vagy ketonok aminokkal történő reakciójában első lépésként hemiaminál keletkezik. A formaldehidről, mint az egyik legreakcióképesebb karbonilvegyületről jól ismert, hogy karbinolaminokat képez. Az alábbi példa egy gyengén bázikus szekunder amin, a karbazol és formaldehid reakcióját mutatja be.
A szekunder aminok származékaira jellemző módon ez a karbinol is könnyen átalakul metilénhidas bisz(karbazol)lá.
Az ammónia hexafluoracetonra történő addíciója stabil hemiaminált – (CF3)2C(OH)NH2 – eredményez.
A primer aminokból és ammóniából képződő hemiaminálok többnyire annyira instabilak, soha nem izolálták őket, és közvetlenül is csak nagyon ritkán figyelték meg. Egy zárványkomplex üregébe zárt hemiaminál 30 perces kémiai felezési időt mutatott. Mivel az üregben mind amino-, mind karbonilcsoport jelen van, a – lassabb intramolekuláris reakcióhoz képest – gyors reakció miatt a hemiaminál képződése kedvezményezett, amihez hozzájárul az is, hogy ugyanazon üregbe külső bázis (másik amin) – mely vízeliminációval az iminné történő átalakulás irányába tolná el a reakciót – nehezebben jut be.
A hemiaminál-képzés a szaxitoxin aszimmetriás totálszintézisének kulcslépése:
Ebben a lépésben az alként először aciloinná oxidálják ozmium(III)-klorid, kálium-peroxo-monoszulfát és nátrium-karbonát (bázis) felhasználásával.

## Ammónia-aldehidek

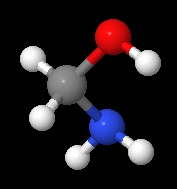
A metanolamin – egy egyszerű hemiaminál

Az ammónia aldehidekre történő addíciójával nyert adduktokat régóta tanulmányozzák. Ebben a vegyületcsoportban ugyanahhoz a szénatomhoz primer aminocsoport és hidroxilcsoport is kapcsolódik. Kimutatni ritkán sikerült ezen anyagokat, izolálásuk pedig még kevésbé gyakori. A Schiff-bázisok és a rokon iminek képződésének köztitermékei, melyek az ammónia és aldehidek vagy ketonok közötti reakcióban keletkeznek.

## Fordítás
Ez a szócikk részben vagy egészben  a   Hemiaminal című angol Wikipédia-szócikk ezen változatának fordításán alapul.  Az eredeti cikk szerkesztőit annak laptörténete sorolja fel. Ez a jelzés csupán a megfogalmazás eredetét és a szerzői jogokat jelzi, nem szolgál a cikkben szereplő információk forrásmegjelöléseként.